# Peyrole
Peyrole (en occitan Peiròla) est une commune française située dans le département du Tarn, en région Occitanie. Sur le plan historique et culturel, la commune est dans le Gaillacois, un pays qui doit sa notoriété à la qualité de ses vins.
Exposée à un climat océanique altéré, elle est drainée par le riou Frayzi, le ruisseau des Rodes, le ruisseau de Badaillac, le ruisseau de la Brande, le ruisseau de la Pimpe, le ruisseau de Lenjou et par divers autres petits cours d'eau. La commune possède un patrimoine naturel remarquable composé de deux zones naturelles d'intérêt écologique, faunistique et floristique.
Peyrole est une commune rurale qui compte 557 habitants en 2022, après avoir connu une forte hausse de la population depuis 1975.  Elle fait partie de l'aire d'attraction de Toulouse. Ses habitants sont appelés les Peyrolais ou  Peyrolaises.

## Géographie

### Localisation
Commune située à 11 km au sud de Gaillac dans la vallée du Tarn, en Albigeois.

### Communes limitrophes
Peyrole est limitrophe de sept autres communes.
Les communes limitrophes sont  Busque, Cadalen, Labessière-Candeil, Montans, Parisot, Puybegon et Técou.
|          | Montans | Técou                          |
| Parisot  | Peyrole | Cadalen                        |
| Puybegon | Busque  | Labessière-Candeil (sur 100 m) |

### Géologie et relief
La superficie de la commune est de 2 059 hectares ; son altitude varie de 154  à   325 mètres.

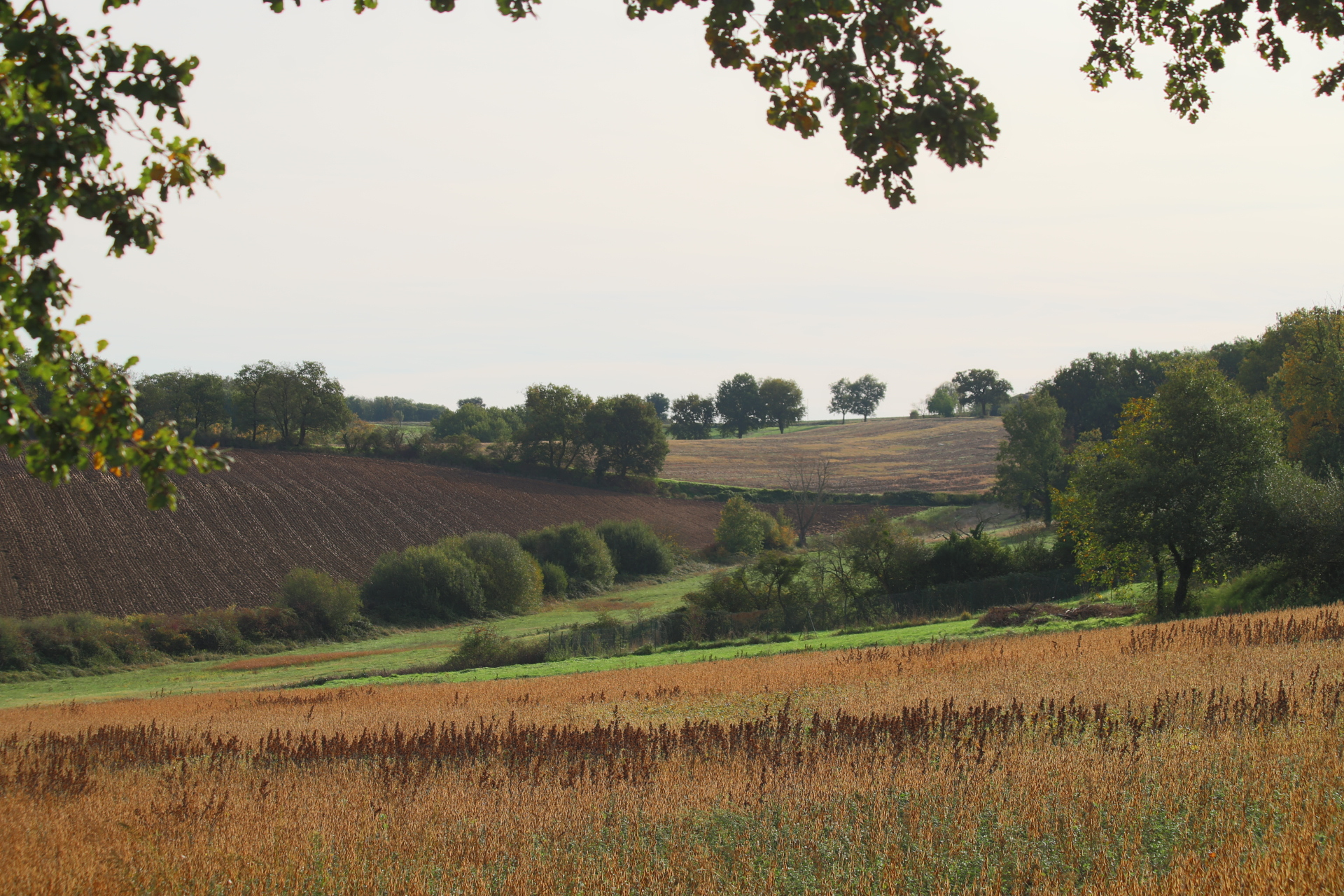
Commune de Peyrole, France

### Voies de communication et transports
La ligne 710 du réseau régional liO assure la desserte de la commune, en la reliant à Gaillac et à Lavaur, ainsi que le réseau Tarn'bus.

### Hydrographie
La commune est dans le bassin de la Garonne, au sein du bassin hydrographique Adour-Garonne. Elle est drainée par le Riou Frayzi, le ruisseau des Rodes, le ruisseau de Badaillac, le ruisseau de la Brande, le ruisseau de la Pimpe, le ruisseau de Lenjou, Rau de Rivals, le ruisseau de la Chaupertié, le ruisseau de la Nègre, le ruisseau de la Sainte Prime, le ruisseau des Faigués, le ruisseau du Pontet et par divers petits cours d'eau, qui constituent un réseau hydrographique de 31 km de longueur totale,.
Le Riou Frayzi, d'une longueur totale de 11,5 km, prend sa source dans la commune et s'écoule du sud-est vers le nord-ouest. Il traverse la commune et se jette dans le Tarn à Montans, après avoir traversé 3 communes.

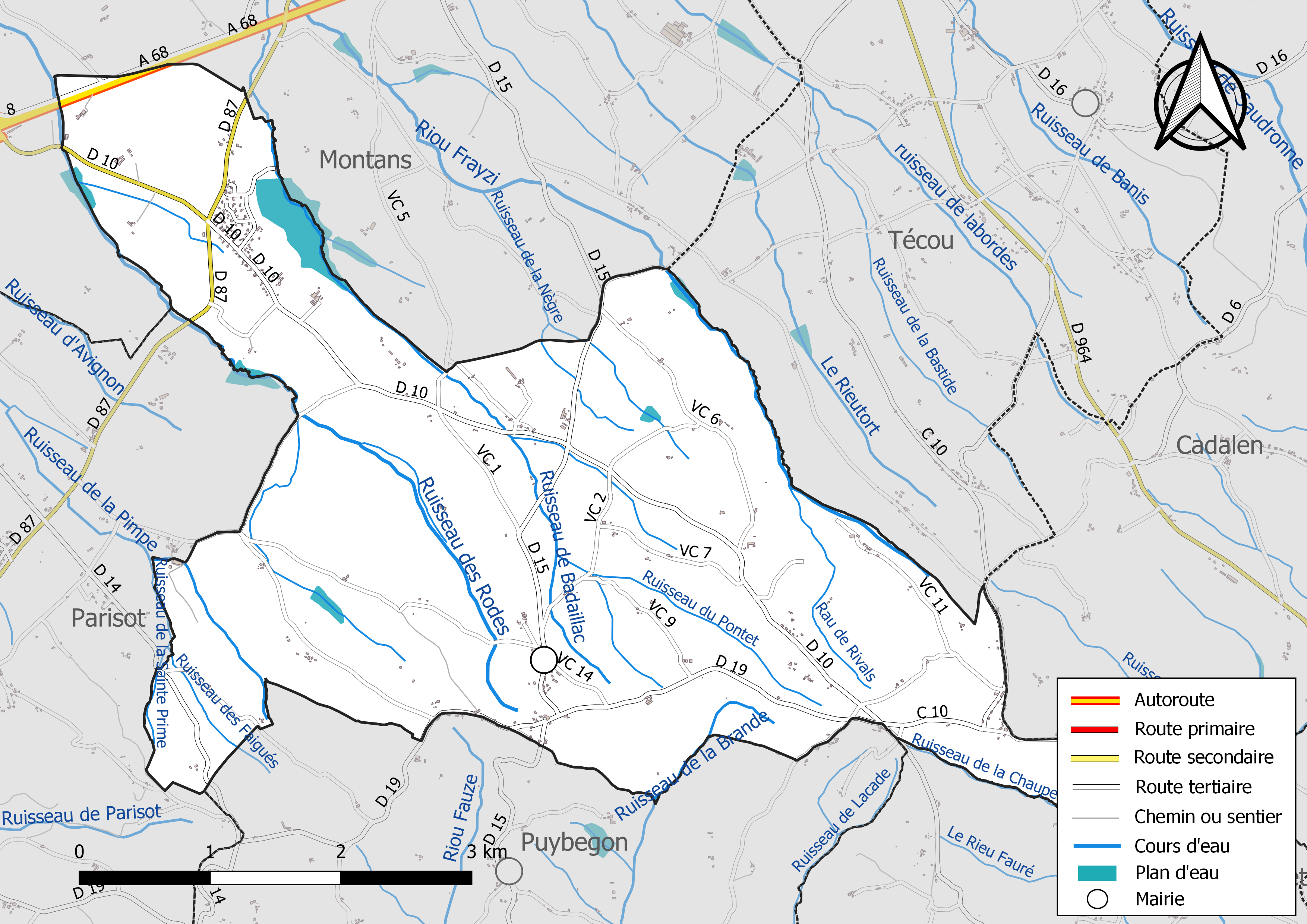
Réseaux hydrographique et routier de Peyrole.

Le ruisseau des Rodes, d'une longueur totale de 11,8 km, prend sa source dans la commune et s'écoule du sud-est vers le nord-ouest. Il traverse la commune et se jette dans le Tarn à Lisle-sur-Tarn, après avoir traversé 4 communes.

### Climat
Pour des articles plus généraux, voir Climat de l'Occitanie et Climat du Tarn.
En 2010, le climat de la commune est de type climat du Bassin du Sud-Ouest, selon une étude du Centre national de la recherche scientifique s'appuyant sur une série de données couvrant la période 1971-2000. En 2020, Météo-France publie une typologie des climats de la France métropolitaine dans laquelle la commune est exposée à un climat océanique altéré et est dans la région climatique Aquitaine, Gascogne, caractérisée par une pluviométrie abondante au printemps, modérée en automne, un faible ensoleillement au printemps, un été chaud (19,5 °C), des vents faibles, des brouillards fréquents en automne et en hiver et des orages fréquents en été (15 à 20 jours).
Pour la période 1971-2000, la température annuelle moyenne est de 12,6 °C, avec une amplitude thermique annuelle de 15,9 °C. Le cumul annuel moyen de précipitations est de 887 mm, avec 11,3 jours de précipitations en janvier et 5,7 jours en juillet. Pour la période 1991-2020, la température moyenne annuelle observée sur la station météorologique de Météo-France la plus proche, « Lavaur », sur la commune de Lavaur à 13 km à vol d'oiseau, est de 13,6 °C et le cumul annuel moyen de précipitations est de 701,8 mm. 
La température maximale relevée sur cette station est de 42,6 °C, atteinte le 23 août 2023 ; la température minimale est de −18 °C, atteinte le 17 janvier 1987,,.
Les paramètres climatiques de la commune ont été estimés pour le milieu du siècle (2041-2070) selon différents scénarios d'émission de gaz à effet de serre à partir des nouvelles projections climatiques de référence DRIAS-2020. Ils sont consultables sur un site dédié publié par Météo-France en novembre 2022.

### Milieux naturels et biodiversité

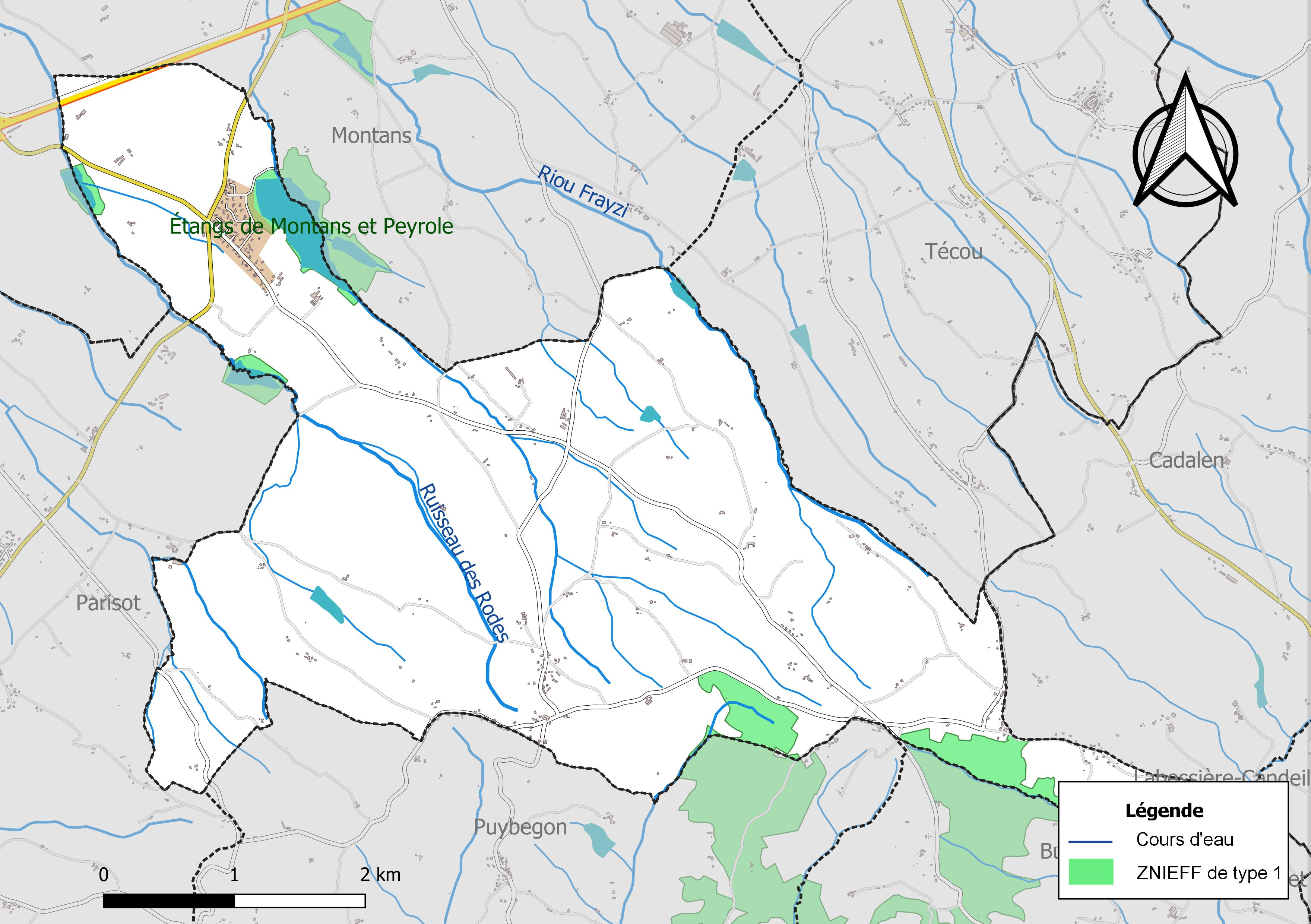
Carte des ZNIEFF de type 1 localisées sur la commune.

L’inventaire des zones naturelles d'intérêt écologique, faunistique et floristique (ZNIEFF) a pour objectif de réaliser une couverture des zones les plus intéressantes sur le plan écologique, essentiellement dans la perspective d’améliorer la connaissance du patrimoine naturel national et de fournir aux différents décideurs un outil d’aide à la prise en compte de l’environnement dans l’aménagement du territoire.
Deux ZNIEFF de type 1 sont recensées sur la commune :
les « bois de Combal et de la Chaupertié » (316 ha), couvrant 3 communes du département, et 
les « étangs de Montans et Peyrole » (91 ha), couvrant 3 communes du département.

## Urbanisme

### Typologie
Au 1er janvier 2024, Peyrole est catégorisée commune rurale à habitat très dispersé, selon la nouvelle grille communale de densité à sept niveaux définie par l'Insee en 2022.
Elle est située hors unité urbaine. Par ailleurs la commune fait partie de l'aire d'attraction de Toulouse, dont elle est une commune de la couronne,. Cette aire, qui regroupe 527 communes, est catégorisée dans les aires de 700 000 habitants ou plus (hors Paris),.

### Occupation des sols
L'occupation des sols de la commune, telle qu'elle ressort de la base de données européenne d’occupation biophysique des sols Corine Land Cover (CLC), est marquée par l'importance des territoires agricoles (75,2 % en 2018), une proportion sensiblement équivalente à celle de 1990 (75,8 %). La répartition détaillée en 2018 est la suivante : 
terres arables (38,8 %), forêts (22,5 %), prairies (21,8 %), zones agricoles hétérogènes (11,3 %), cultures permanentes (3,3 %), zones urbanisées (1,3 %), eaux continentales (0,9 %). L'évolution de l’occupation des sols de la commune et de ses infrastructures peut être observée sur les différentes représentations cartographiques du territoire : la carte de Cassini (XVIIIe siècle), la carte d'état-major (1820-1866) et les cartes ou photos aériennes de l'IGN pour la période actuelle (1950 à aujourd'hui).

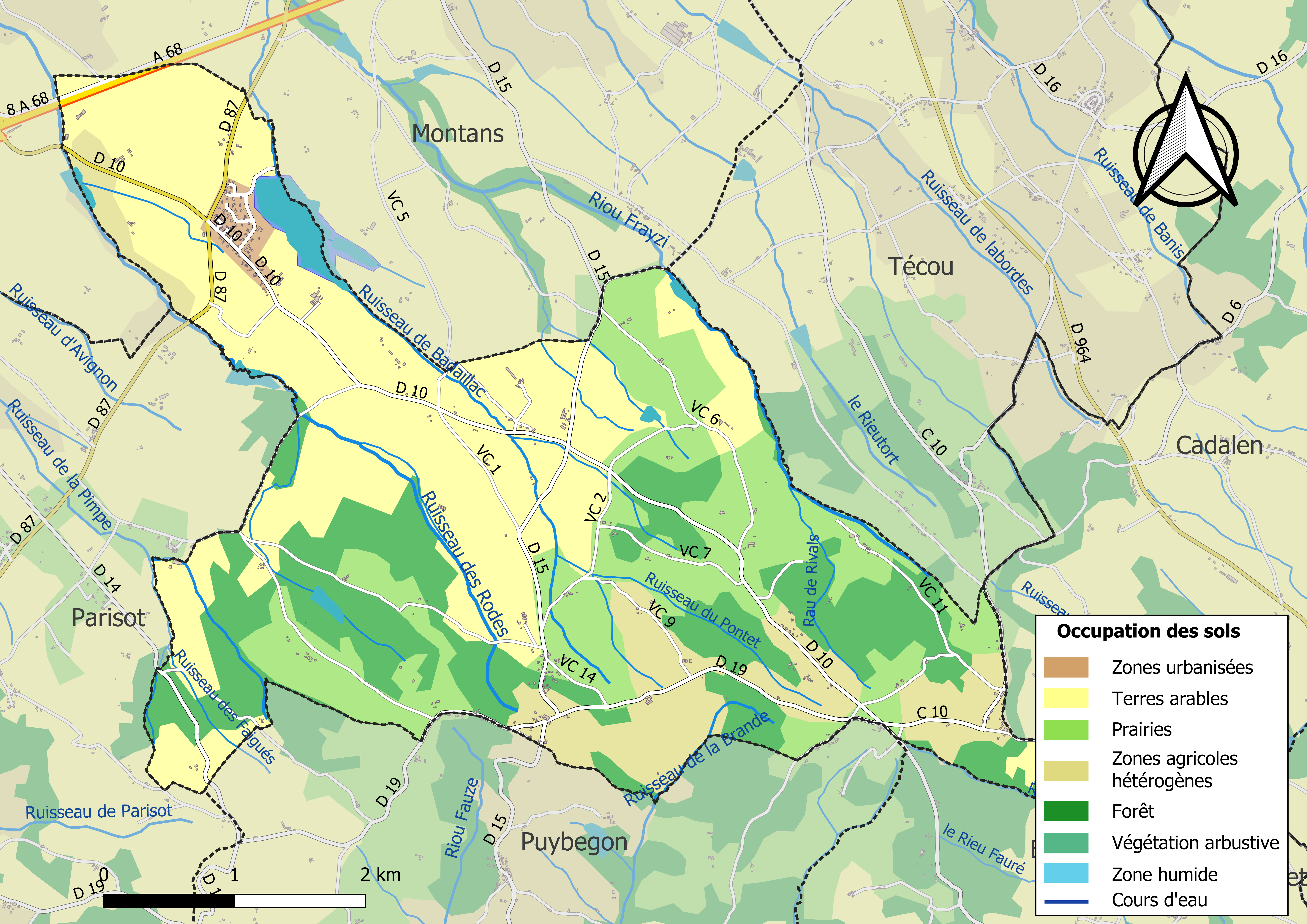
Carte des infrastructures et de l'occupation des sols de la commune en 2018 (CLC).

### Risques majeurs
Le territoire de la commune de Peyrole est vulnérable à différents aléas naturels : météorologiques (tempête, orage, neige, grand froid, canicule ou sécheresse), mouvements de terrains et séisme (sismicité très faible). Il est également exposé à un risque technologique,  le transport de matières dangereuses. Un site publié par le BRGM permet d'évaluer simplement et rapidement les risques d'un bien localisé soit par son adresse soit par le numéro de sa parcelle.

#### Risques naturels
Peyrole est exposée au risque de feu de forêt. En 2022, il n'existe pas de Plan de Prévention des Risques incendie de forêt (PPRif). Le débroussaillement aux abords des maisons constitue l’une des meilleures protections pour les particuliers contre le feu,.

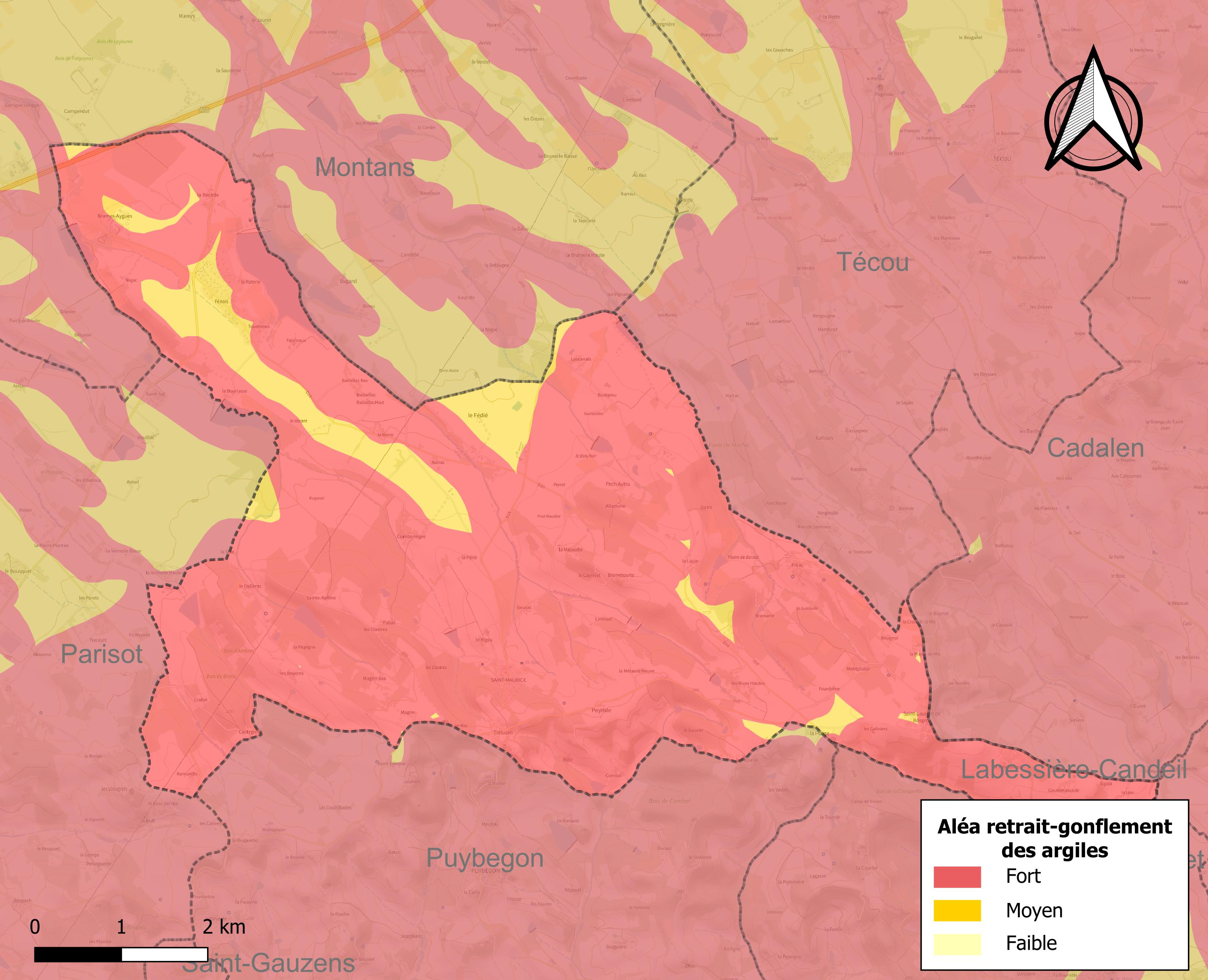
Carte des zones d'aléa retrait-gonflement des sols argileux de Peyrole.

La commune est vulnérable au risque de mouvements de terrains constitué principalement du retrait-gonflement des sols argileux. Cet aléa est susceptible d'engendrer des dommages importants aux bâtiments en cas d’alternance de périodes de sécheresse et de pluie. La totalité de la commune est en aléa moyen ou fort (76,3 % au niveau départemental et 48,5 % au niveau national). Sur les 242 bâtiments dénombrés sur la commune en 2019, 242 sont en aléa moyen ou fort, soit 100 %, à comparer aux 90 % au niveau départemental et 54 % au niveau national. Une cartographie de l'exposition du territoire national au retrait gonflement des sols argileux est disponible sur le site du BRGM,.
Par ailleurs, afin de mieux appréhender le risque d’affaissement de terrain, l'inventaire national des cavités souterraines permet de localiser celles situées sur la commune.
La commune a été reconnue en état de catastrophe naturelle au titre des dommages causés par les inondations et coulées de boue survenues en 1982.

#### Risques technologiques
Le risque de transport de matières dangereuses sur la commune est lié à sa traversée par des infrastructures routières ou ferroviaires importantes ou la présence d'une canalisation de transport d'hydrocarbures. Un accident se produisant sur de telles infrastructures est susceptible d’avoir des effets graves sur les biens, les personnes ou l'environnement, selon la nature du matériau transporté. Des dispositions d’urbanisme peuvent être préconisées en conséquence.

## Histoire
La commune de Peyrole comprend de l’est à l’ouest les plateaux élevés qui marquent la séparation du bassin du Dadou et du Tarn. Sur le point culminant du plateau, entre le lieu-dit de Peyrole et l’église de Saint Maurice existait autrefois un château fort. De nombreux débris sont restés jonchés sur les abords témoignant que ce château fort avait été élevé sur l’emplacement d’habitation gallo-romaine.
Au moyen âge, le château et le village étaient possédés par Pierre de Pétapol, qui le céda en 1184 au seigneur de Candeil. La communauté revint ensuite à Philippe de Montfort, et après lui au comte de Comminges et de Foix. De ces derniers la communauté passa au domaine du roi, qui la conserva jusqu’en 1700.
Il y avait très anciennement dans les communes deux églises : Saint Maurice de Privats et Saint Laurent de Gros Biou. Ces deux églises existent encore aujourd’hui. La 1ère est citée dans les actes de 1271 et se situe au hameau de st Maurice, venant d’être restaurée, elle possède un clocher surmontée d’une flèche de 18 m de hauteur.
Celle de St Laurent se situe à l’extrémité du plateau qui domine le bassin du Dadou. Plus petite, elle domine et jouit d’une très belle vue.
L’histoire au XIXe siècle fait état d’un souterrain creusé de main d’homme dans le roc. Ce souterrain situé au lieu de la Marquio, aurait son ouverture au pied d’une butte, et se composerait de plusieurs salles reliées par corridors. Nul doute que ces excavations servaient de lieu refuge pour la population rurale des environs du temps de la guerre des Albigeois, ou plus tard pendant la guerre des Anglais.
Non loin du lieu-dit de Ste Raffine existait une fontaine dite « sacrée », aux eaux de laquelle on attribuait des vertus curatives. Légèrement ferrugineuses, elles étaient employées comme breuvages ou en lotion afin de guérir notamment les fièvres, les œdèmes, conjonctivites, et enfin donnait la fécondité aux femmes.
Le territoire de la commune de Peyrole se compose de plateaux et de vallons, de nature siliceuse ou argilo calcaire, et est arrosé par de nombreux cours d’eau tels que le Riou Frayzi et le ruisseau des Rodes, deux affluents du Tarn. Le ruisseau des Rodes prend sa source au sein de la commune de Peyrole sous le nom de ruisseau du Rigou puis prend le nom de ruisseau de Bugarel et Ruisseau de Brames-Aygues afin de se jeter dans le Tarn en rive gauche de la commune de Montans sous le nom de ruisseau des Rodes. Le Ruisseau de Banis, le Ruisseau de la Bastide, le Ruisseau de la Pimpe viennent s’ajouter à la liste des cours d’eau.
Peyrole est depuis toujours une commune essentiellement agricole. Début 1900, quelques gros propriétaires employaient une main d’œuvre assez importante sous la responsabilité de maîtres valets. Ces propriétés furent découpées et transformées en métayages puis en fermages. Peyrole comptaient aussi de nombreux viticulteurs avec une superficie de plusieurs centaines d’hectares. Il ne reste plus que quelques dizaines actuellement. Les vignes ayant été arrachées au profit quelques élevages bovins ou porcins, et des cultures céréalières.
Autrefois, Peyrole possédait une petite épicerie qui faisait office de café, tabac et salon de coiffure et qui se situait à l’emplacement de la mairie actuelle.
Composée de plusieurs hameaux tels que St Maurice au centre et St Laurent à l’est, un troisième noyau de maisons s’est constitué dans les années 90 au Pas de Peyrole.
Un lac et une zone naturelle où l’on peut observer de nombreux oiseaux y sont présents. Ce lac permet d’irriguer les champs de l’ensemble de la commune.

### Héraldique
| Peyrole | Son blasonnement est : D'azur aux trois billettes d'argent posées et rangées en barre. |

## Politique et administration

### Administration municipale
Le nombre d'habitants au recensement de 2017 étant compris entre 500 habitants et 1 499 habitants, le nombre de membres du conseil municipal pour l'élection de 2020 est de quinze,.

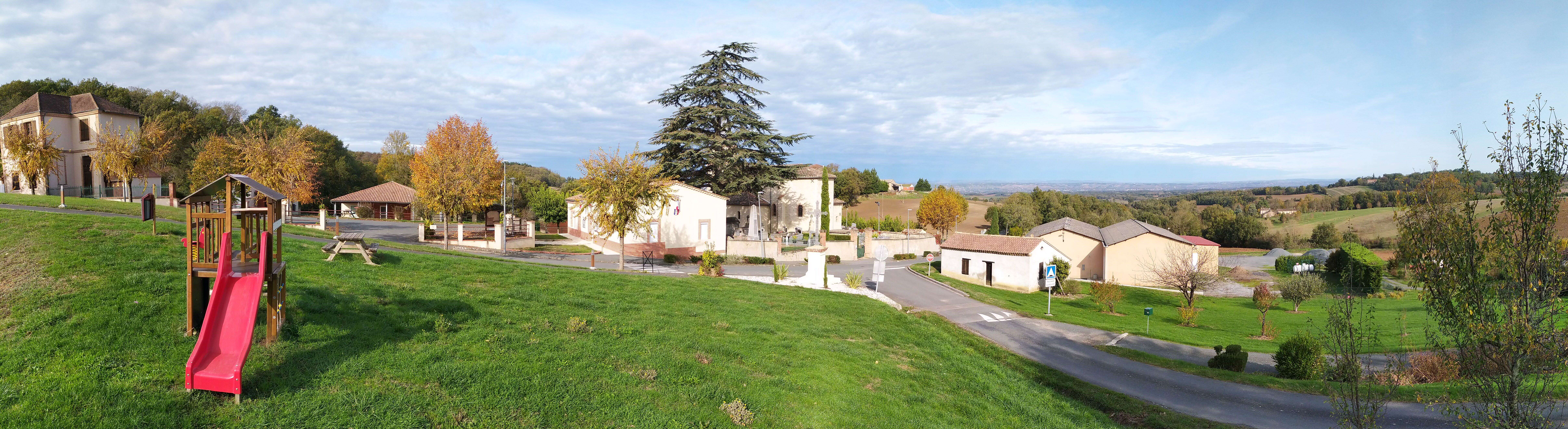
Commune de Peyrole, France

### Rattachements administratifs et électoraux
Commune faisant partie de la communauté de communes Tarn et Dadou et du canton des Deux Rives (avant le redécoupage départemental de 2014, Peyrole faisait partie de l'ex-canton de Lisle-sur-Tarn).

### Liste des maires
| Période                                  | Période   | Identité             | Étiquette | Qualité |
| ---------------------------------------- | --------- | -------------------- | --------- | ------- |
| 1977                                     | 1995      | Maurice Gontier      | DVG       |         |
| 1995                                     | mars 2014 | Sylvère Nivelais     |           |         |
| mars 2014                                | mars 2020 | Marie-Hélène Hamelle |           |         |
| mars 2020                                | En cours  | Richard Bruneau      |           |         |
| Les données manquantes sont à compléter. |           |                      |           |         |

## Population et société

### Démographie
L'évolution du nombre d'habitants est connue à travers les recensements de la population effectués dans la commune depuis 1793. Pour les communes de moins de 10 000 habitants, une enquête de recensement portant sur toute la population est réalisée tous les cinq ans, les populations de référence des années intermédiaires étant quant à elles estimées par interpolation ou extrapolation. Pour la commune, le premier recensement exhaustif entrant dans le cadre du nouveau dispositif a été réalisé en 2006.

En 2022, la commune comptait 557 habitants, en évolution de −2,79 % par rapport à 2016 (Tarn : +2,52 %, France hors Mayotte : +2,11 %).
| 1793 | 1800 | 1806 | 1821 | 1831 | 1836 | 1841 | 1846 | 1851 |
| ---- | ---- | ---- | ---- | ---- | ---- | ---- | ---- | ---- |
| 350  | 342  | 445  | 505  | 487  | 515  | 570  | 557  | 574  |

| 1856 | 1861 | 1866 | 1872 | 1876 | 1881 | 1886 | 1891 | 1896 |
| ---- | ---- | ---- | ---- | ---- | ---- | ---- | ---- | ---- |
| 534  | 555  | 561  | 530  | 573  | 520  | 479  | 423  | 419  |

| 1901 | 1906 | 1911 | 1921 | 1926 | 1931 | 1936 | 1946 | 1954 |
| ---- | ---- | ---- | ---- | ---- | ---- | ---- | ---- | ---- |
| 401  | 407  | 383  | 318  | 352  | 367  | 388  | 355  | 376  |

| 1962 | 1968 | 1975 | 1982 | 1990 | 1999 | 2006 | 2011 | 2016 |
| ---- | ---- | ---- | ---- | ---- | ---- | ---- | ---- | ---- |
| 350  | 311  | 268  | 251  | 256  | 306  | 449  | 501  | 573  |

| 2021 | 2022 | - | - | - | - | - | - | - |
| ---- | ---- | - | - | - | - | - | - | - |
| 569  | 557  | - | - | - | - | - | - | - |

| selon la population municipale des années : | 1968 | 1975 | 1982 | 1990 | 1999 | 2006 | 2009 | 2013 |
| Rang de la commune dans le département      | 171  | 171  | 237  | 190  | 166  | 130  | 128  | 125  |
| Nombre de communes du département           | 326  | 324  | 324  | 324  | 324  | 323  | 323  | 323  |

### Service public
Le village compte une crèche associative récente ("au petit pré"), comportant une vingtaine de place (chiffres 2020), au Hameau le Pas de Peyrole.

### Enseignement
Le hameau de Saint Maurice compte une école primaire liée au syndicat intercommunal Parisot-Peyrole.
Peyrole fait partie de l'académie de Toulouse.

### Activités sportives
Randonnée pédestre, pétanque,

### Écologie et recyclage
La collecte et le traitement des déchets des ménages et des déchets assimilés ainsi que la protection et la mise en valeur de l'environnement se font dans le cadre de la Gaillac Graulhet Agglomération.

## Économie

### Revenus
En 2018, la commune compte 209 ménages fiscaux, regroupant 577 personnes. La médiane du revenu disponible par unité de consommation est de 22 890 € (20 400 € dans le département).

### Emploi
|                | 2008  | 2013  | 2018  |
| -------------- | ----- | ----- | ----- |
| Commune        | 8,3 % | 5,7 % | 8,5 % |
| Département    | 8,2 % | 9,9 % | 10 %  |
| France entière | 8,3 % | 10 %  | 10 %  |

En 2018, la population âgée de 15 à 64 ans s'élève à 388 personnes, parmi lesquelles on compte 76,3 % d'actifs (67,8 % ayant un emploi et 8,5 % de chômeurs) et 23,7 % d'inactifs,. En  2018, le taux de chômage communal (au sens du recensement) des 15-64 ans est inférieur à celui de la France et du département, alors qu'en 2008 la situation était inverse.
La commune fait partie de la couronne de l'aire d'attraction de Toulouse, du fait qu'au moins 15 % des actifs travaillent dans le pôle,. Elle compte 80 emplois en 2018, contre 60 en 2013 et 67 en 2008. Le nombre d'actifs ayant un emploi résidant dans la commune est de 269, soit un indicateur de concentration d'emploi de 29,8 % et un taux d'activité parmi les 15 ans ou plus de 66,7 %.
Sur ces 269 actifs de 15 ans ou plus ayant un emploi, 45 travaillent dans la commune, soit 17 % des habitants. Pour se rendre au travail, 89,6 % des habitants utilisent un véhicule personnel ou de fonction à quatre roues, 3,5 % les transports en commun, 3,4 % s'y rendent en deux-roues, à vélo ou à pied et 3,5 % n'ont pas besoin de transport (travail au domicile).

### Activités hors agriculture
35 établissements sont implantés  à Peyrole au 31 décembre 2019. Le tableau ci-dessous en détaille le nombre par secteur d'activité et compare les ratios avec ceux du département,.
| Secteur d'activité                                                                                        | Commune | Commune | Département |
| Secteur d'activité                                                                                        | Nombre  | %       | %           |
| --- | ------- | ------- | ----------- |
| Ensemble                                                                                                  | 35      |         |             |
| Industrie manufacturière, industries extractives et autres                                                | 6       | 17,1 %  | (13 %)      |
| Construction                                                                                              | 6       | 17,1 %  | (12,5 %)    |
| Commerce de gros et de détail, transports, hébergement et restauration                                    | 2       | 5,7 %   | (26,7 %)    |
| Information et communication                                                                              | 1       | 2,9 %   | (2,1 %)     |
| Activités immobilières                                                                                    | 4       | 11,4 %  | (4,2 %)     |
| Activités spécialisées, scientifiques et techniques et activités de services administratifs et de soutien | 9       | 25,7 %  | (13,8 %)    |
| Administration publique, enseignement, santé humaine et action sociale                                    | 3       | 8,6 %   | (15,5 %)    |
| Autres activités de services                                                                              | 4       | 11,4 %  | (9 %)       |

Le secteur des activités spécialisées, scientifiques et techniques et des activités de services administratifs et de soutien est prépondérant sur la commune puisqu'il représente 25,7 % du nombre total d'établissements de la commune (9 sur les 35 entreprises implantées  à Peyrole), contre 13,8 % au niveau départemental.

### Agriculture
La commune est dans le Gaillacois, une petite région agricole au sous-sol argilo-graveleux et/ou calcaire dédiée à la viticulture depuis plus de 2000 ans, située dans le centre-ouest du département du Tarn. En 2020, l'orientation technico-économique de l'agriculture  sur la commune est la polyculture et/ou le polyélevage. 
|               | 1988  | 2000  | 2010 | 2020 |
| ------------- | ----- | ----- | ---- | ---- |
| Exploitations | 34    | 24    | 21   | 21   |
| SAU (ha)      | 1 196 | 1 014 | 910  | 909  |

Le nombre d'exploitations agricoles en activité et ayant leur siège dans la commune est passé de 34 lors du recensement agricole de 1988  à 24 en 2000 puis à 21 en 2010 et enfin à 21 en 2020, soit une baisse de 38 % en 32 ans. Le même mouvement est observé à l'échelle du département qui a perdu pendant cette période 58 % de ses exploitations,. La surface agricole utilisée sur la commune a également diminué, passant de 1 196 ha en 1988 à 909 ha en 2020. Parallèlement la surface agricole utilisée moyenne par exploitation a augmenté, passant de 35 à 43 ha.

## Culture locale et patrimoine

### Lieux et monuments
- Église Saint-Laurent de Saint-Laurent-de-Bosgros.
- Église Saint-Maurice de Saint-Maurice.
- Le château de Peyrole, aujourd'hui disparu

## Pour approfondir